# Salisbury (New Hampshire)
Salisbury – miasto w Stanach Zjednoczonych, w stanie New Hampshire, w hrabstwie Merrimack.